# Багринівці
Багри́нівці — село в Україні, у Літинській селищній громаді Вінницького району Вінницької області. 

## Географія

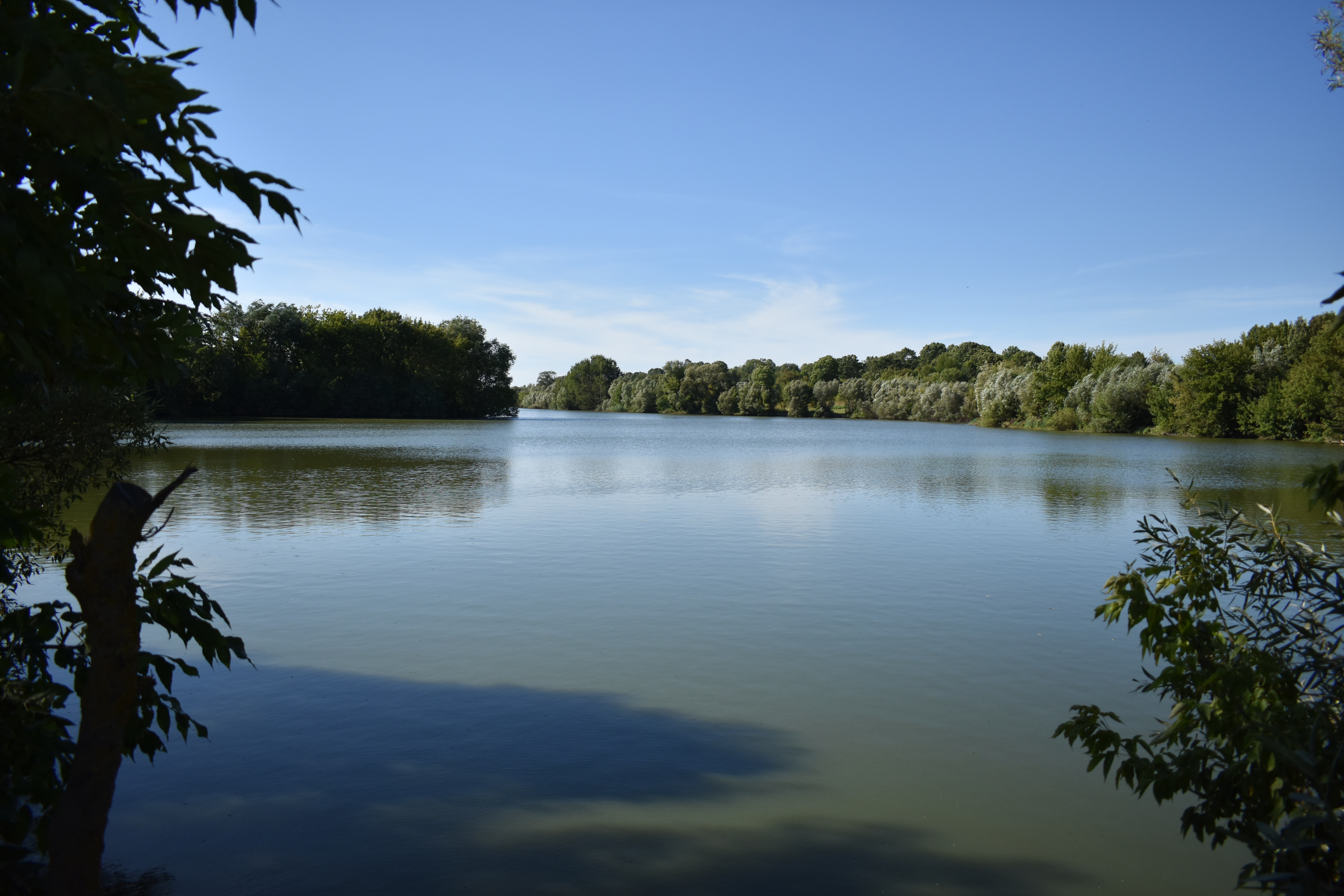
річка Згарок (права притока Згару) в с. Багринівці

Село розташоване у північно-західній частині Вінницького району, на відстані 14 км від центру громади та за 46 км від обласного центру, до столиці — 205 км.
Загальна площа території села — 7,76 км², його протяжність із заходу на схід — 13 км, з півночі на південь — 15 км. Розташоване на правобережжі Дніпра в межах Подільської височини. Клімат — помірно континентальний, середня температура січня: −6 °C, середня температура липня: +19°С, річна кількість опадів: 520—590 мм, з них 80 % випадають в теплий період. Найближчі річки — Згар та Південний Буг.
Надра мають поклади торфу, глини, піску. У структурі ґрунтів переважають опідзолені ґрунти (75 %) в незначній кількості є дерново-підзолисті, чорноземи, лукові.
Територія громади на півдні межує зі Згарським загальнозоологічним заказником державного значення (площа 3018,7 га. створений Указом Президента України  від 21.02.2002 № 167/2002 «Про території природно-заповідного фонду загальнодержавного значення»). У заказнику охороняються водно-болотні угіддя долини річки Згар, що збереглись у природному стані. Рослинність представлена заболоченими луками, чагарниковими вербовими заростями. На території заказника відмічено велике розмаїття тваринного світу та орнітофауни: водно-болотні птахи, суходільні, чагарникові та лісові.  

## Історичні відомості
Початком заселенням території села слід вважати кінець XIV ст. Історичні документи свідчать, що в XIV—XVI ст. Велике Князівство Литовське, Річ Посполита для захисту своїх земель будували могутні замки. У відновленні одного з них у Хмільнику в 1530—1542 рр. брали участь жителі с. Багринівці. За свідченнями літописів Хмільника у 1392 році — князь Федір Коріатович подарував село Багринівці — хмільницьким боярам Євсею та Ваську. Також в реєстрі сплати податей Подольського воєводства 1493 р. значиться: в Багринівцях — 11 димів (крім того, в Курилівцях — 9, у Новоселиці і Почапинцях — по 6, у Микулинцях — 2 дима). Подимний податок існував як одна з форм феодального оподаткування у Давній Русі, а також у Речі Посполитій у 17—18 ст., у тому числі на укр. землях, що входили до її складу. Назва походить від одиниці оподаткування — диму. Був поширений на Русі до 14—15 ст., згодом значення його зменшилося.
З етнографічних джерел відомо, що напередодні турецької окупації Поділля у 1670-их роках у селі містилася козацька сотня — підрозділ Могилівського полку.
За деякими свідченнями на початку XIX ст. села Багринівці та Дубова належали графу Крушельову, адміралу флоту. На 1820 рік він мав тут 363 кріпаки.
У роки Визвольних змагань в селі тимчасово перебував штаб однієї з дивізій Першої Кінної Армії та були бої між армією УНР і більшовиками.
На фронтах Другої світової війни брали участь 846 осіб, з них орденами і медалями СРСР нагороджено 766 чоловік. Полягли 210 чоловік.
12 червня 2020 року, відповідно до Розпорядження Кабінету Міністрів України № 707-р «Про визначення адміністративних центрів та затвердження територій територіальних громад Вінницької області», увійшло до складу Літинської селищної громади.
19 липня 2020 року, в результаті адміністративно-територіальної реформи та ліквідації Літинського району, село увійшло до складу Вінницького району.

## Населення
Чисельність населення, на 2001 рік, становила 1948 осіб.
| 1989 | 2001 |
| ---- | ---- |
| 2254 | 1948 |

### Мовний склад
Кількість та частка населення за рідною мовою, відповідно до Перепису населення України 2001 року:
| Рідна мова      | Кількість | Частка (%) |
| Загалом         | 1948      | 100.00     |
| Українська мова | 1932      | 99,18      |
| Російська мова  | 15        | 0.77       |
| Молдавська мова | 1         | 0.05       |

## Соціальна інфраструктура
У селі діють:
- загальноосвітня школа І-ІІІ ступенів;
- дитячий садок "Веселка";
- філія АТ "Ощадбанку";
- поштове відділення;
- амбулаторія загальної практики — сімейної медицини;
- будинок культури;
- бібліотека;
- кілька крамниць та кав'ярень.

Населений пункт газифікований, дорога з твердим покриттям.

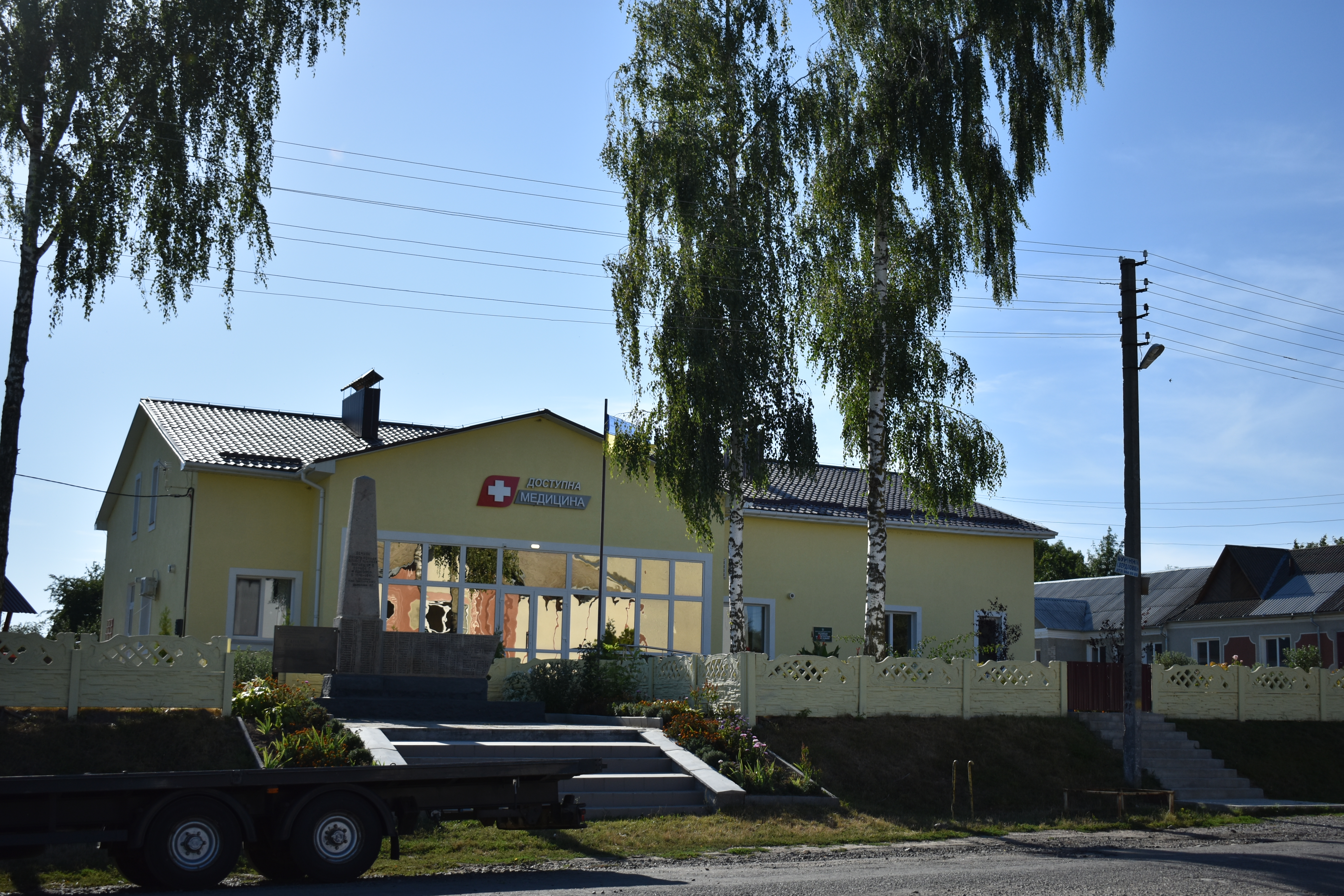
Амбулаторія
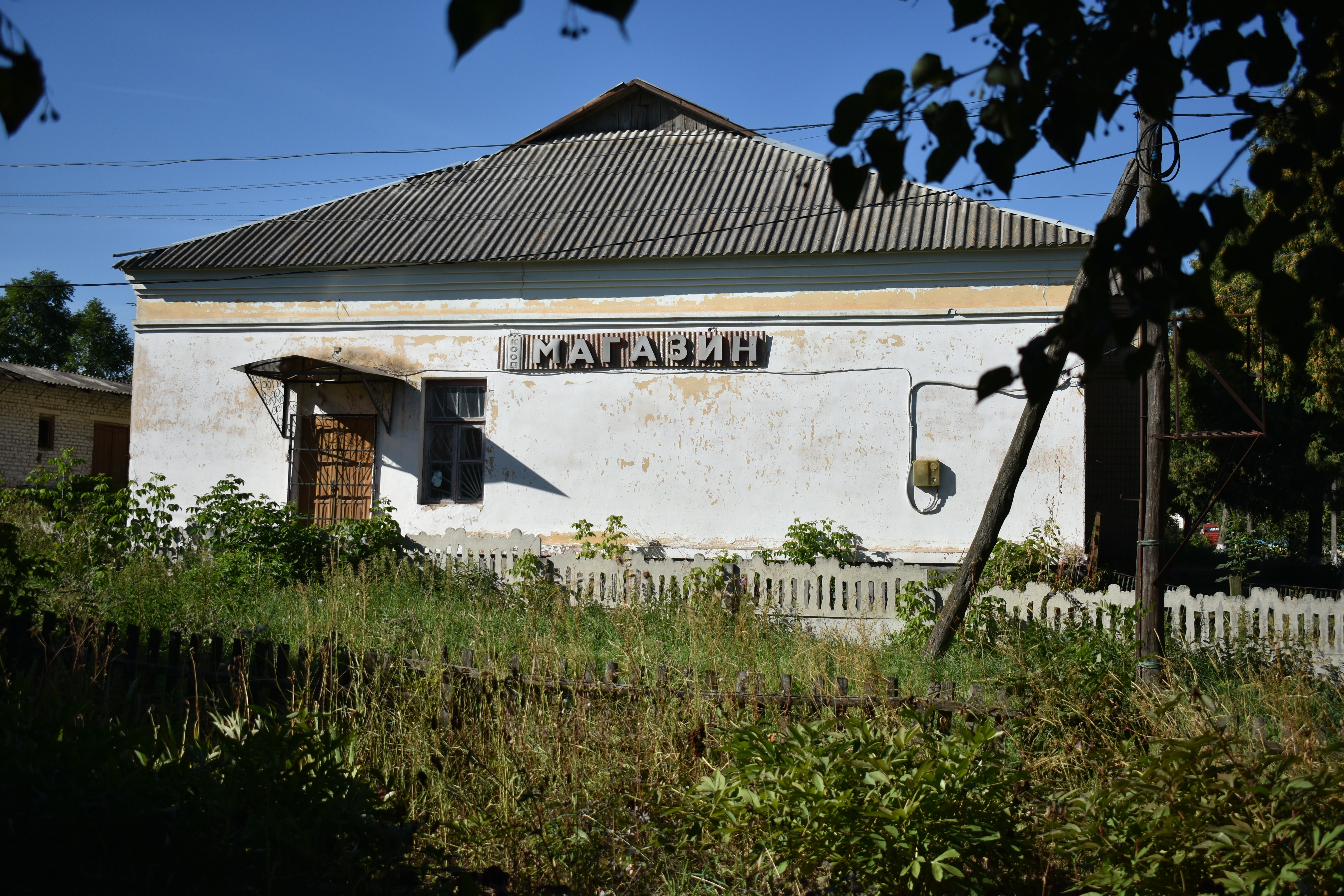
Крамниця
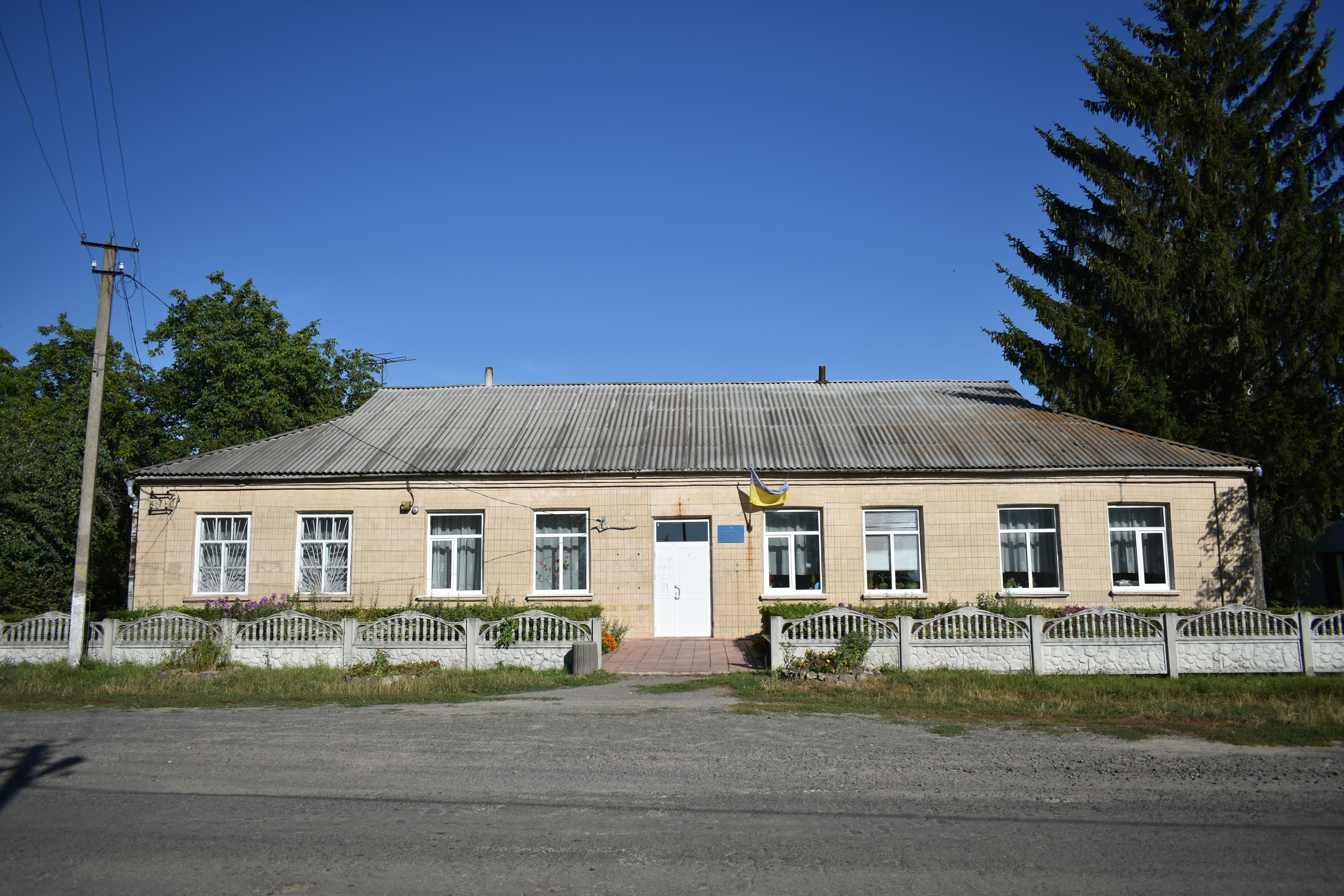
Сільрада
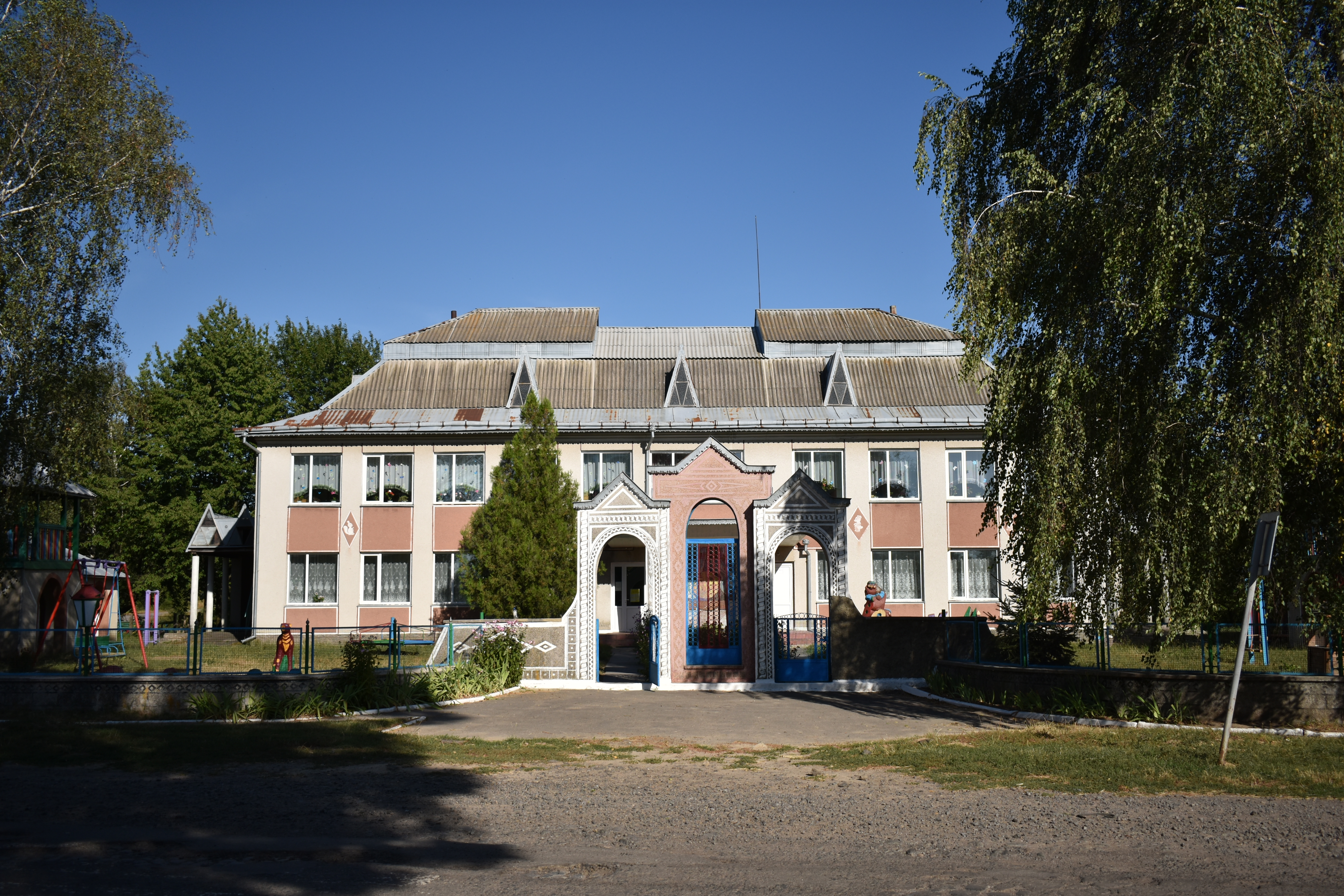
Дитячий садок
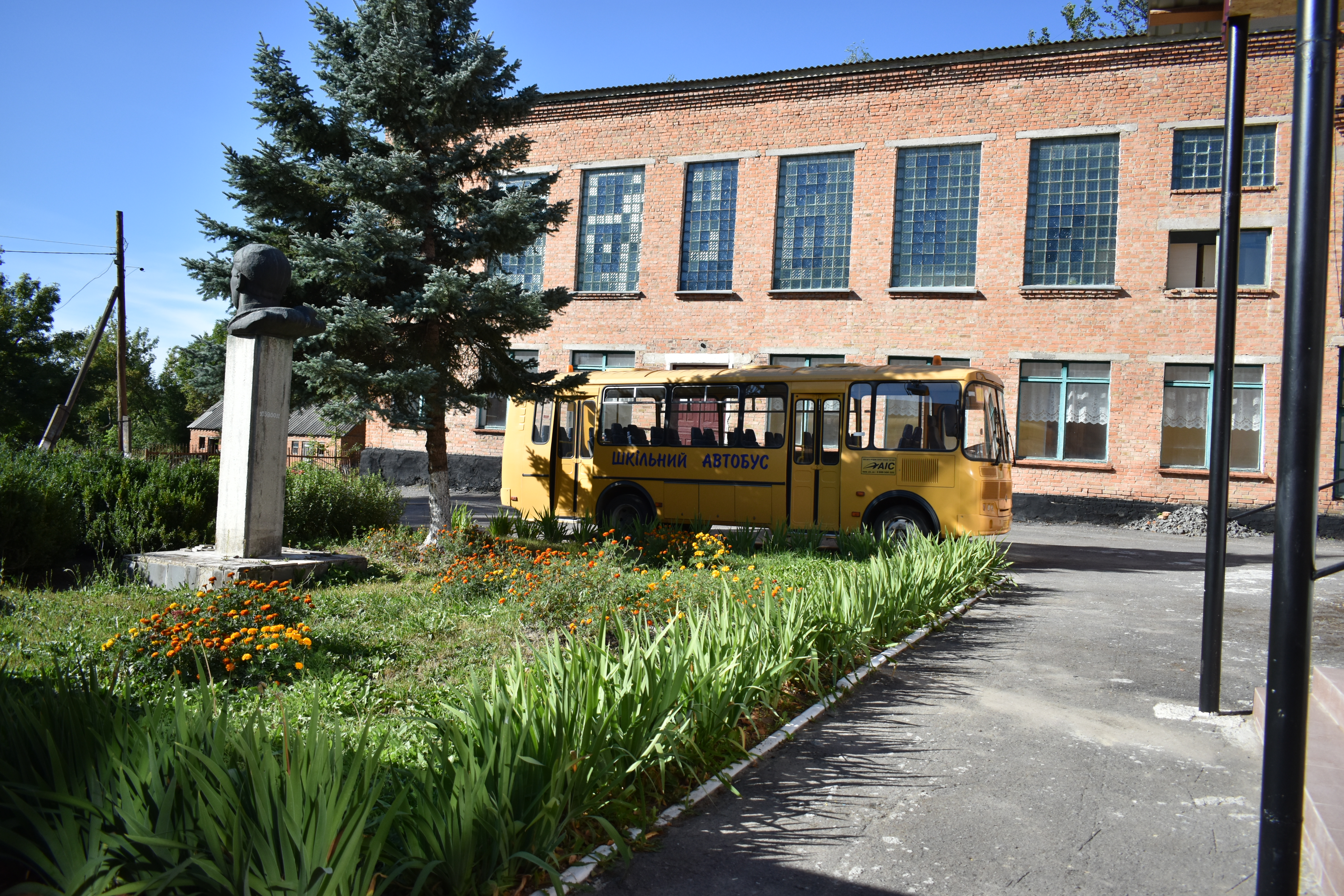
Опорна школа
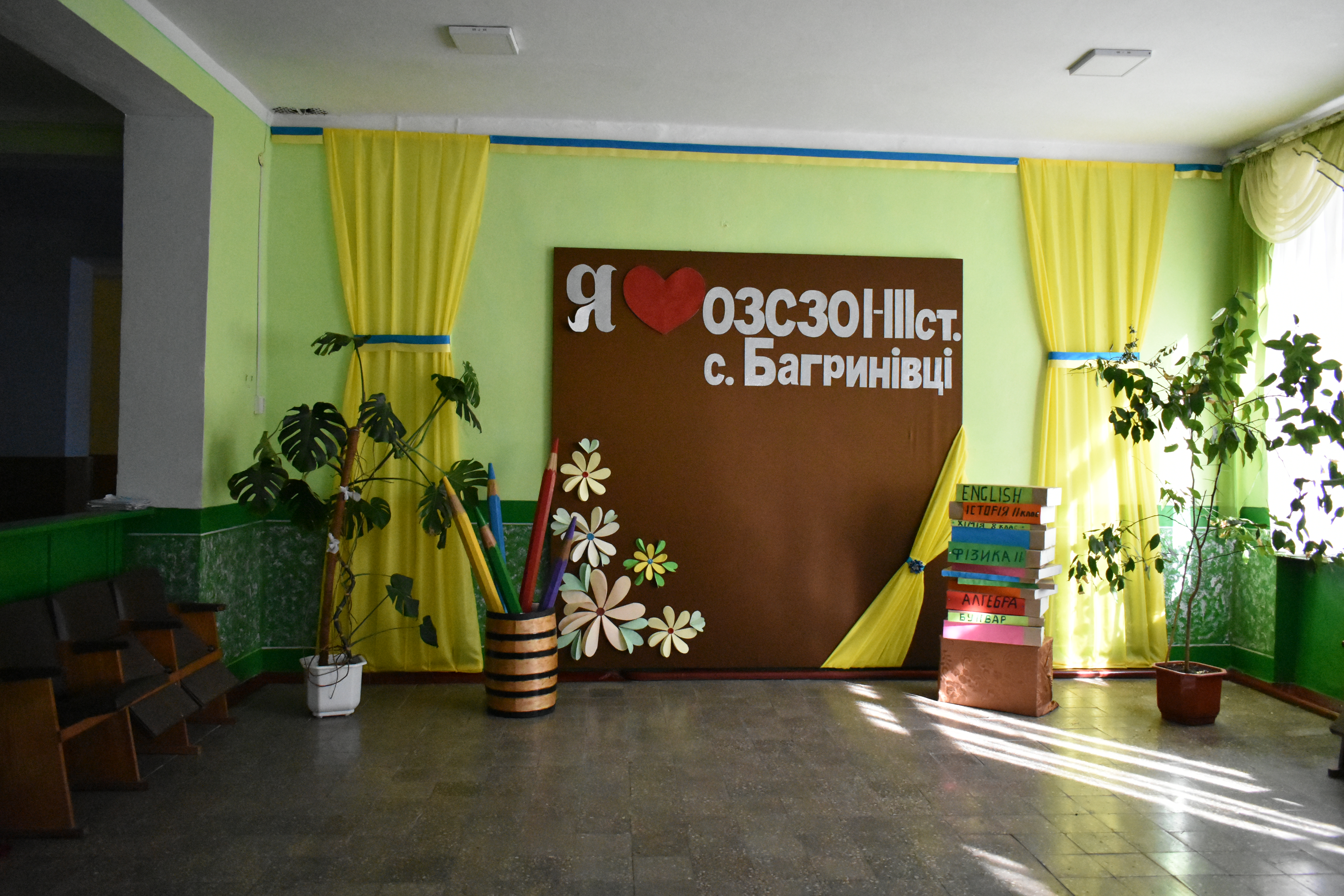
Опорна школа

## Релігія
- Церква Успіння Божої Матері (належить до Літинського благочиння Української православної церкви).

Меморіальна дошка в центрі села на честь генерала Гандзюка

## Відомі уродженці
- Гандзюк Яків Григорович (21 березня 1873 — 29 січня 1918) — український військовий діяч доби Української революції. Генерал української армії.
- Цимбалюк Андрій Григорович (14 грудня 1922 — 3 жовтня 1943) — Герой Радянського Союзу.

## Згадки села Багринівці в літературі
- Стельмах, Михайло Панасович, «Гуси — лебеді летять»[6]
- Кучер, Василь Степанович, «Устим Кармалюк» роман, Веселка, 1988. — 428 с.

## Галерея

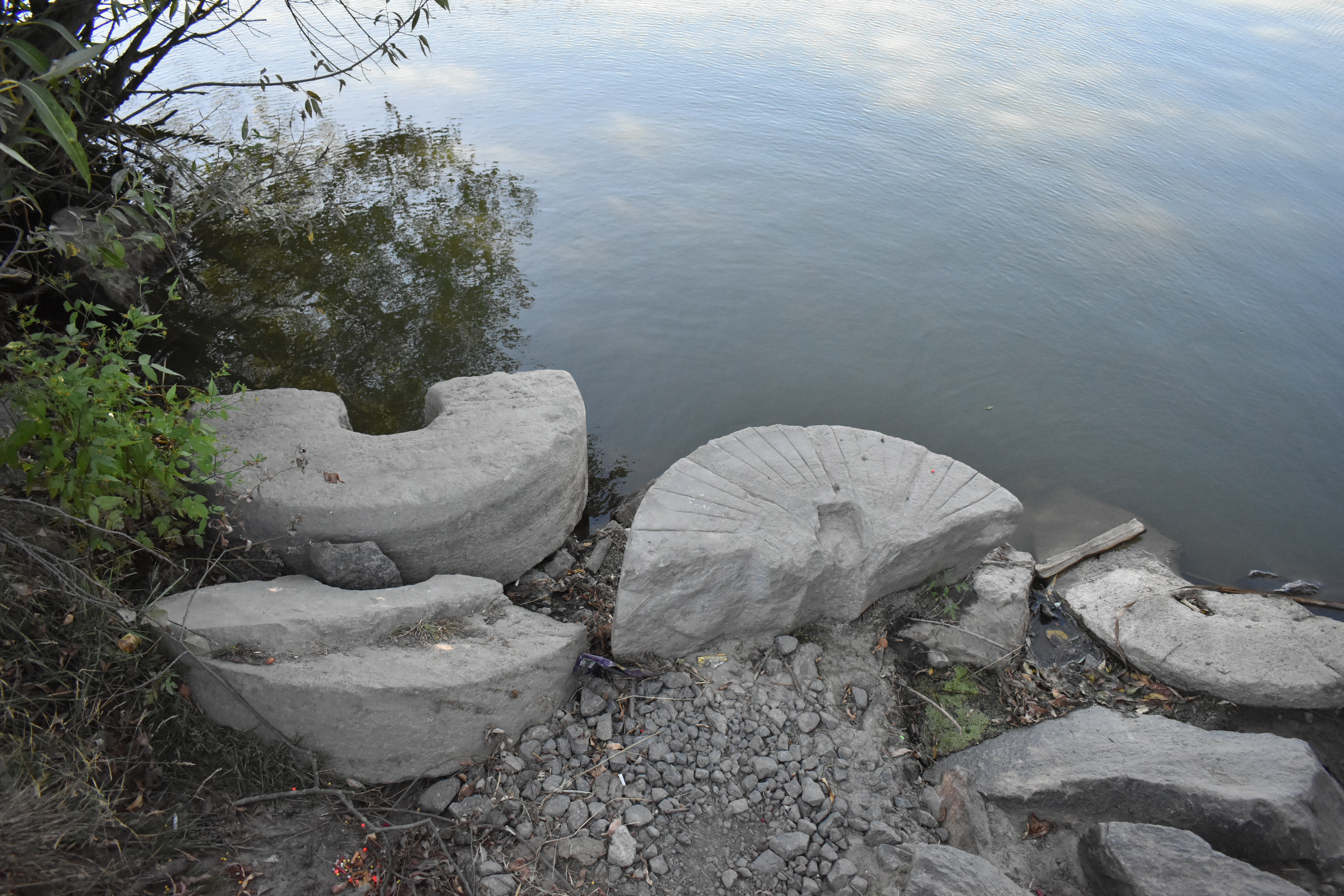
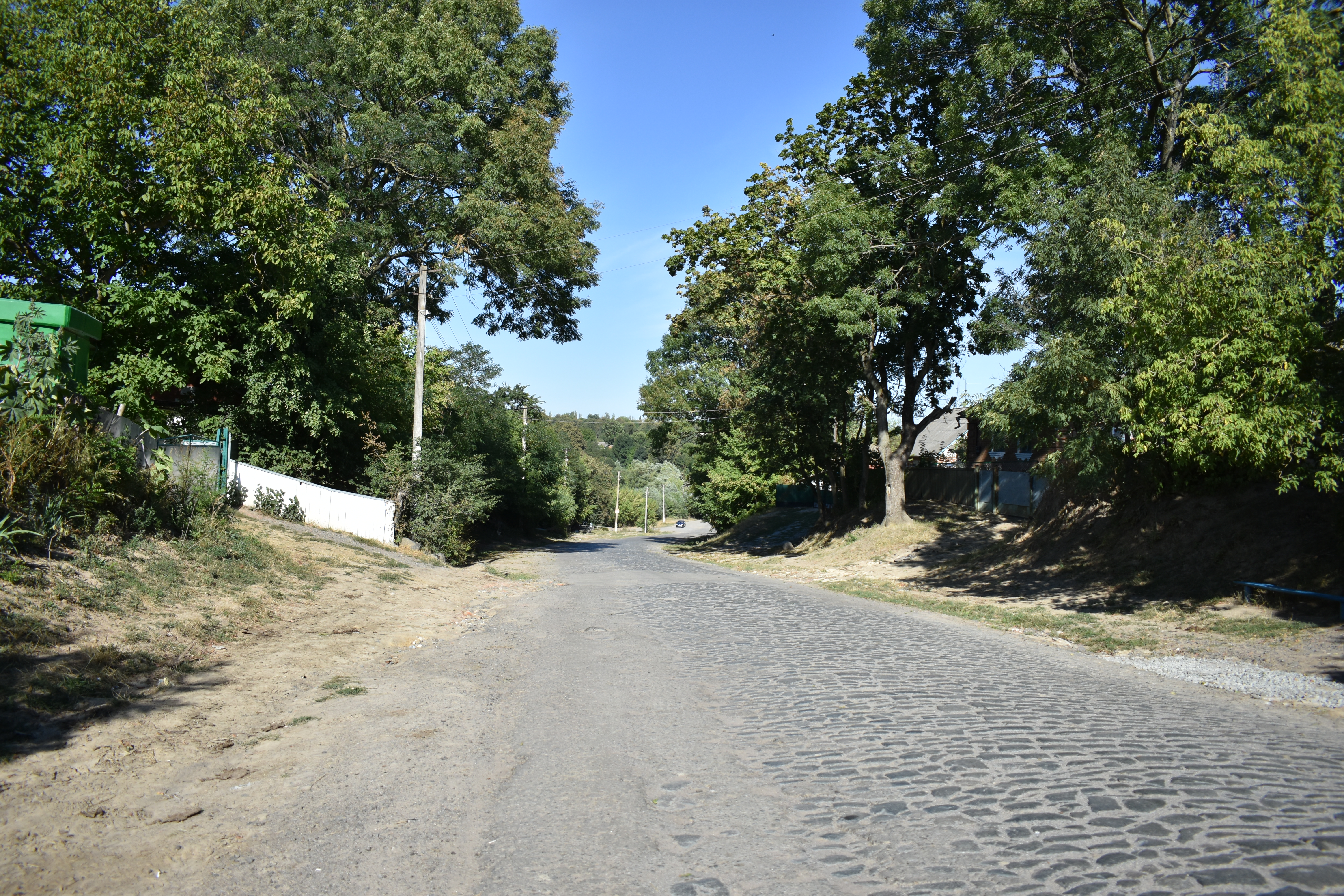
Вулиця
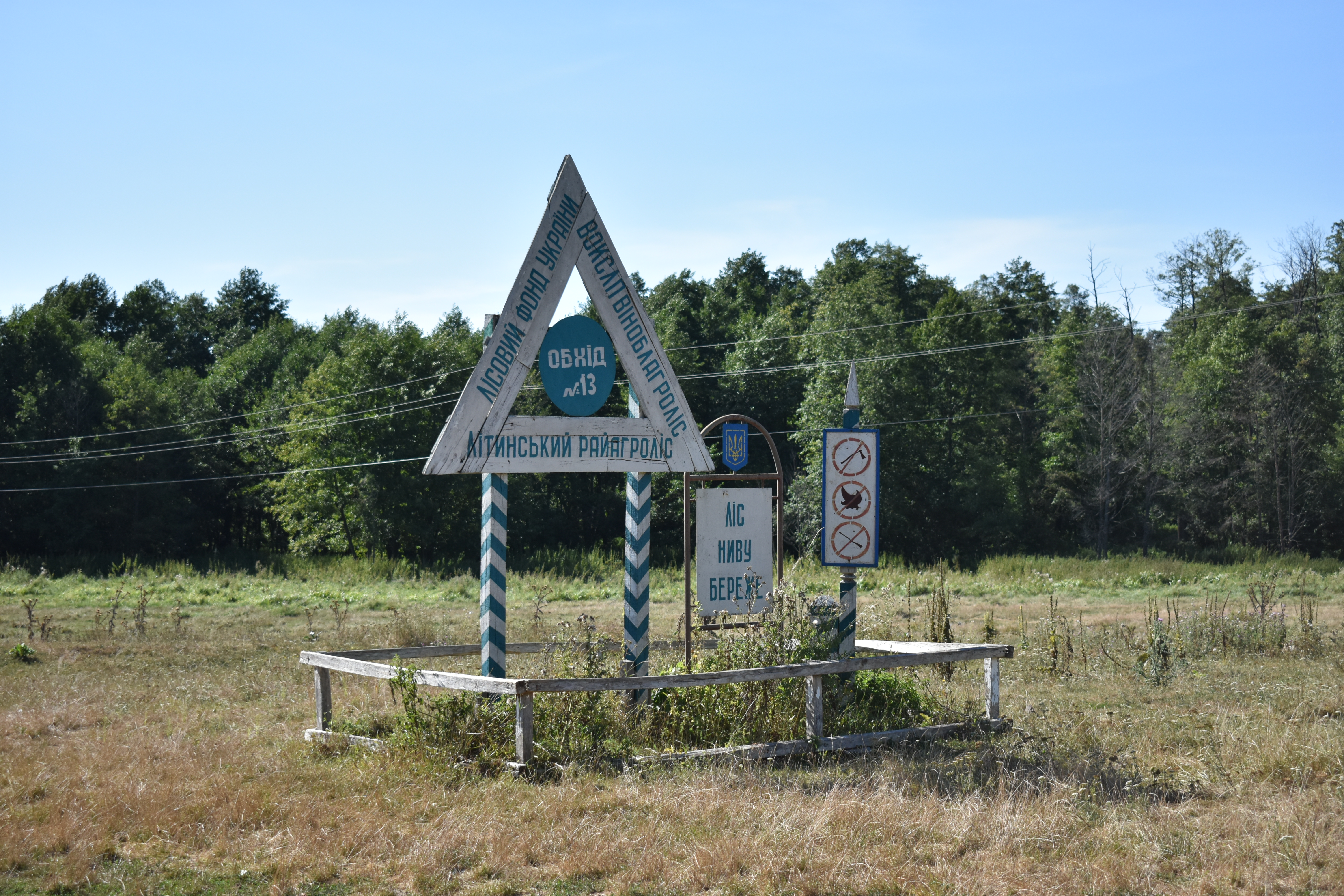
Літинський райагроліс